# Pierre Imbart de la Tour
Pierre Imbart de la Tour (Valenton, 22 de agosto de 1860 - Burdeos, 4 de diciembre de 1931)  fue un historiador francés y uno de los representantes del catolicismo liberal en su nación.

## Biografía
Estudió en el Colegio Stanislas en París y en la Escuela Normal Superior de la misma ciudad.  Obtuvo su licencia en historia en 1883 y el doctorado en Letras en 1891.
Fue profesor de historia medieval en la Universidad de Besanzón y, desde 1893, en la Universidad de Burdeos.
En 1909 fue elegido miembro de la Académie des sciences morales et politiques y después de la posguerra ocupó un escaño de diputado en su país.
Imbart de la Tour fue uno de los abanderados del hispanismo en Francia, formando parte del grupo fundador de la revista Bulletin Hispanique.

## Hispanismo francés
Imbart estaba de acuerdo con el acercamiento de Francia a España, con la intención de reparar las injusticias cometidas contra esa nación. Buscaba, entre otras cosas, un acercamiento político y económico entre las dos naciones. De fondo se encontraba su pretensión de que Francia retornase a sus raíces latinas, de las que, según él, se había ido alejando paulatinamente, por adoptar los métodos y sistema administrativo, en el campo intelectual y político, de los pueblos del norte.
Imbart intentó demostrar las capacidades intelectuales del pueblo español, de algún modo menospreciado por los franceses de la época, y que España era una nación que prometía, por lo que se hacía necesaria la extensión del conocimiento de la lengua española en Francia y se hizo portavoz del conocimiento de la civilización española entre los jóvenes eruditos franceses.

## El evangelismo
Imbart de la Tour fue quien acuñó el término de «Evangelismo», con el cual identifica un período que va del 1521 al 1538  que se refiere a una especie de tercer camino o camino medio entre el protestantismo y la Iglesia católica, es decir, un grupo de movimientos en diversas partes de Europa, independientes entre sí, que dentro de la Iglesia católica, sin pretensión de separarse de ella, adoptaron ciertas doctrinas nacidas con la Reforma luterana y anhelaban la reforma de la Iglesia y de las costumbres. las características principales de dicho movimiento, según Imbart, fueron: un fuerte cristocentrismo, el recurso a las Sagradas Escrituras, la acentuación dada a la fe por encima de las obras, y la no consideración del culto de los santos, las indulgencias y las reliquias. Imbart de la Tour incluye dentro de este movimiento a personajes como Erasmo de Róterdam y Jacques Lefèvre d'Étaples.
Los historiadores católicos contemporáneos, como Hubert Jedin, para diferenciar el «evangelismo» de los movimientos evangélicos actuales, le llaman «Evangelismo católico»

## Obras
Imbart de la Tour fue un historiador especializado en la historia medieval. Escribió sobre todo sobre historia religiosa y de la Iglesia católica. Entre sus obras más destacadas se encuentran:
- Les Élections épiscopales dans l'Église de France du IXe au XIIe siècle, étude sur la décadence du principe électif, 814-1150 (1891).
- Les Origines Religieuses de la France. Les Paroisses Rurales du IVe au XIe siècle (1898 ; 1900).
- Les Origines de la Réforme (4 volúmenes, 1905-1935). I. La France moderne. II. L'Église catholique, la crise et la Renaissance. III. L'Évangélisme, 1521-1538. IV. Calvin et l'Institution chrétienne.
- Questions d'histoire sociale et religieuse. Époque féodale (1907).
- Le Pangermanisme et la philosophie de l'histoire, lettre à M. Henri Bergson (1916).
- Histoire de la nation française. Histoire politique. Premier volume: des origines à 1515 (1920). Tome III de l''Histoire de la nation française parue sous la direction de Gabriel Hanotaux (15 volumes, 1920-1929).
- Le guide touristique de la Bourgogne ; Collection «Guide Bleu» (1924)